# Leonard Kaczmarkiewicz
Leonard Kaczmarkiewicz (Lodz, 19 de outubro de 1882 - Rio de Janeiro, 17 de fevereiro de 1960), foi um imigrante polonês. Na década de 1920 adquiriu terras na Serra da Misericórdia, que era, então, uma região rural da Zona da Leopoldina. O proprietário era referido pela população local como "o alemão" e, logo, a área ficou conhecida como "Morro do Alemão". A ocupação da área começou em 9 de dezembro de 1951, quando Leonard dividiu o terreno para vendê-lo em lotes.